# Days Go By (альбом The Offspring)
«Days Go By» — дев'ятий студійний альбом американської панк-рок-групи The Offspring, випущений 26 червня 2012 року лейблом Columbia Records. Продюсером альбому став Боб Рок. Це перший альбом, записаний за участю Піта Параду, який приєднався до групи за рік до випуску Rise and Fall, Rage and Grace. У записі барабанних партій також був залучений сесійний музикант Джош Фріз, який брав участь у записі двох попередніх альбомів групи.

## Про альбом
Робота над «Days Go By» була розпочата у 2009 і випуск альбому був запланований на 2010. Однак його випуск був перенесений кілька разів, поки група гастролювала і писала новий матеріал. Робота над написанням нового матеріалу і в студії звукозапису на Гаваях і в Каліфорнії розтягнулася на три роки і була завершена в березні 2012.

Під час запису, The Offspring перезаписали пісню «Dirty Magic» (з їхнього альбому 1992 Ignition), яка стала дев'ятим треком альбому. 
|  | Кожен раз, коли ми починали грати «Dirty Magic», п'ятеро чуваків починали стрибати і скакати, а інші стояли, чухаючи ріпи. Але це одна з тих пісень, без яких ніяк. Ось ми і вирішили, що вона заслуговує «реанімації». Нова версія звучить набагато чистіше, ніж похмурий оригінал — завдяки більшій кількості часу, проведеного в студії. Коли ми її записували 20 років тому, все відбувалося вкрай швидко. Щось типу трьох годин на запис одного трека. Тепер же ми вирішили, що можемо зробити її краще, не змінюючи саму пісню. — Декстер Голланд |

Першим синглом стала композиція «Days Go By», прем'єра відбулася в Лос-Анджелесі на радіо станції KROQ 27 квітня 2012. Також сингл був випущений на цифрові носії. В цілому сингл отримав позитивні відгуки критиків.
Другим синглом, випущеним 30 квітня 2012, стала пісня «Cruising California (Bumpin' In My Trunk)». Пісня була випущена як перший сингл з альбому за межами США, Японії та Канади. Сингл отримав негативну реакцію з боку слухачів групи. Хоча і «Cruising California (Bumpin' In My Trunk)» є жартівливою піснею, багато фанатів заявили, що The Offspring продалися, щоб зробити більше грошей.

## Список композицій
Список композицій був опублікований на офіційному сайті групи 23 квітня 2012.
Автор музики і слів Декстер Голланд. 
| #     | Назва                                                          | Тривалість |
| ----- | -------------------------------------------------------------- | ---------- |
| 1.    | «The Future Is Now»                                            | 4:09       |
| 2.    | «Secrets From The Underground»                                 | 3:10       |
| 3.    | «Days Go By»                                                   | 4:01       |
| 4.    | «Turning Into You»                                             | 3:42       |
| 5.    | «Hurting As One»                                               | 2:50       |
| 6.    | «Cruising California (Bumpin' In My Trunk)»                    | 3:31       |
| 7.    | «All I Have Left Is You»                                       | 5:19       |
| 8.    | «OC Guns»                                                      | 4:08       |
| 9.    | «Dirty Magic»                                                  | 4:01       |
| 10.   | «I Wanna Secret Family (With You)»                             | 3:02       |
| 11.   | «Dividing By Zero»                                             | 2:23       |
| 12.   | «Slim Pickens Does The Right Thing And Rides The Bomb To Hell» | 2:36       |
| 42:43 |                                                                |            |

## Історія альбому
Під час гастролей у 2009 році в підтримку альбому Rise and Fall, Rage and Grace, The Offspring почали писати новий матеріал, який ліг в основу «Days Go By». У травні 2009 року в інтерв'ю, Noodles сказав, що фронтмен групи Декстер Голланд почав працювати з продюсером Бобом Роком над створенням нового матеріалу, і зазначив, що альбом буде включати в себе пісні, які не увійшли до Rise and Fall, Rage and Grace.
На концерті в Лас-Вегасі, 18 червня 2010, група The Offspring виконала нову пісню - «You Will Find A Way», яка, можливо, з'явиться в їхньому новому альбомі. Так само на цьому концерті вони виконали кавер на «The Guns of Brixton» групи The Clash.
11 січня 2011, Джош Фріз (саме він грає на барабанах на попередніх двох альбомах) згадав на своєму вебсайті, що він був у студії, в якій The Offspring записують свій новий альбом. Ронні Кінг також підтвердив, що він з'явиться як музикант, який грає на клавішних інструментах на новому альбомі.
4 березня 2011, група The Offspring оголосила на своєму сайті, що вони будуть гастролювати цього літа і восени. Вони підтвердили, що будуть грати на головній сцені Reading and Leeds Festivals 2011.

2 серпня 2011 року у своєму підкасті, Декстер Голланд сказав:
Ми були в студії кожен день до недавнього часу. Ми беремо невелику перерву, бо треба написати кілька текстів... Я б сказав, що у нас є велика частина записаного матеріалу... У нас є 12 пісень, в яких записані всі барабани, і в багатьох гітари... просто залишається записати вокал. Ми дуже близькі до завершення.
Водночас Кевін Вассерман не стверджує, що новий альбом буде випущений у 2011 році, він сказав, що це «безумовно не та ситуація, як з Chinese Democracy». Він також сказав, що робота наближається до кінця і видно «світло в кінці тунелю», і що вони «не збираються переглядати і перезаписувати всі пісні».
В інтерв'ю на I-Day Festival в Болоньї, Італія, який відбувся 4 вересня 2011 року, Кевін Вассерман сказав, що новий альбом The Offspring не буде випущений до 2012 року, і вони «повинні записати весь матеріал до кінця року і тоді в наступному році залишиться робота над обкладинкою, мікшуванням та всім іншим».
14 вересня 2011 року група The Offspring оголосила на своїй сторінці Facebook, що вони повинні «повернутися в студію протягом тижня», щоб продовжити запис свого нового альбому, який вони сподіваються, буде завершений протягом найближчих двох-трьох місяців. Того ж дня, група оголосила про те, що гастролюватиме в підтримку альбому у 2012 році. The Offspring оголосили 4 жовтня, що вони повернулися в студію. За словами AJ Maddah, промоутера Australian festival Soundwave, альбом буде мікшувати в січні або лютому 2012 року.
Наприкінці березня 2012 року The Offspring оголосили про завершення роботи над новим студійним альбомом. Робота над диском проходила в Каліфорнії — за негласною традицією The Offspring. Повідомлення, розміщене 24 березня на сторінці групи у Facebook, говорить: «Залишаємо нашу студію в Голлівуді. Платівка готова». Через місяць на офіційному сайті з'явилася інформація про альбом : стали відомі його назва, «Days Go By», і плей-лист. Також була анонсована дата виходу однойменного синглу 3 27 квітня. Його прем'єра відбулася на радіо KROQ о 7:00 ранку за Лос-Анджелеським часом. В Австралії та Новій Зеландії замість «Days Go By» вийшла інша пісня : «Cruising California (Bumpin' In My Trunk)».
19 червня 2012, за тиждень до випуску, група оголосила, через Twitter, що альбом можна прослухати на сайті журналу Rolling Stone. Альбом «Days Go By» вийшов 26 червня 2012 році на лейблі Columbia.

## Позиції в чартах
| Чарт (2012)                          | Місце |
| ------------------------------------ | ----- |
| Australian ARIA Album Chart          | 7     |
| Canadian Albums Chart                | 4     |
| German Albums Charts                 | 5     |
| Netherlands Album MegaCharts         | 56    |
| Polish Albums Chart                  | 19    |
| Portuguese Album Chart               | 24    |
| Switzerland Album Swiss Music Charts | 8     |
| Spanish Top 100 Album Charts         | 22    |
| UK Albums Chart                      | 43    |
| US Billboard 200                     | 12    |
| France Top 200 Album Charts          | 18    |
| Japan Top 100 ORICON Album Charts    | 7     |
| Austrian Top 75 Album Charts         | 6     |
| Czech Republic Top 50 Album Charts   | 12    |
| New Zeland Top 40 Album Charts       | 17    |

## Учасники запису

### The Offspring
- Декстер Голланд - вокал, ритм гітара
- Кевін «нудлз» Вассерман - гітара, бек-вокал
- Грег «Greg K.» Крісел - бас-гітара, бек-вокал
- Піт Параду - барабани (4, 9, 11 і 12)

### Запрошені музиканти
- Джош Фріз - ударні (1, 2, 3, 5, 6, 7, 8 і 10)
- Тодд Морс - бек-вокал
- Джиммі Едвардс - клавішні (1, 3, 6 і 7)
- Джон Беррі - бек-вокал (2)
- Дані і Ліззі - вокал  (6)
- Mariachi Sol de Mexico de Jose Hernandez - Mariachi band (8)
- Карлос Гомес - додаткові гітари (8)
- Ронні Кінг[en] - клавішні (8)
- DJ Trust - DJ (8)

### Персонал
- Боб Рок - продюсер, мікшування, інженер
- Eric Helmkamp - інженер
- Steve Masi - гітарний технік
- Ted Jensen - мастеринг

### Оформлення
- Deadskinboy Design - художнє керівництво, дизайн, фотографія обкладинки
- Associated Press - фотографії
- Firebox - ілюстрація